# Grenze zwischen Deutschland und Frankreich
Die heutige Grenze zwischen Deutschland und Frankreich ist eine rund 448 Kilometer lange Staatsgrenze in Mitteleuropa, 182 Kilometer hiervon bildet der Rhein (mittig).
Sie trennt das Staatsgebiet der Bundesrepublik Deutschland von jenem der Französischen Republik.

## Grenzverlauf

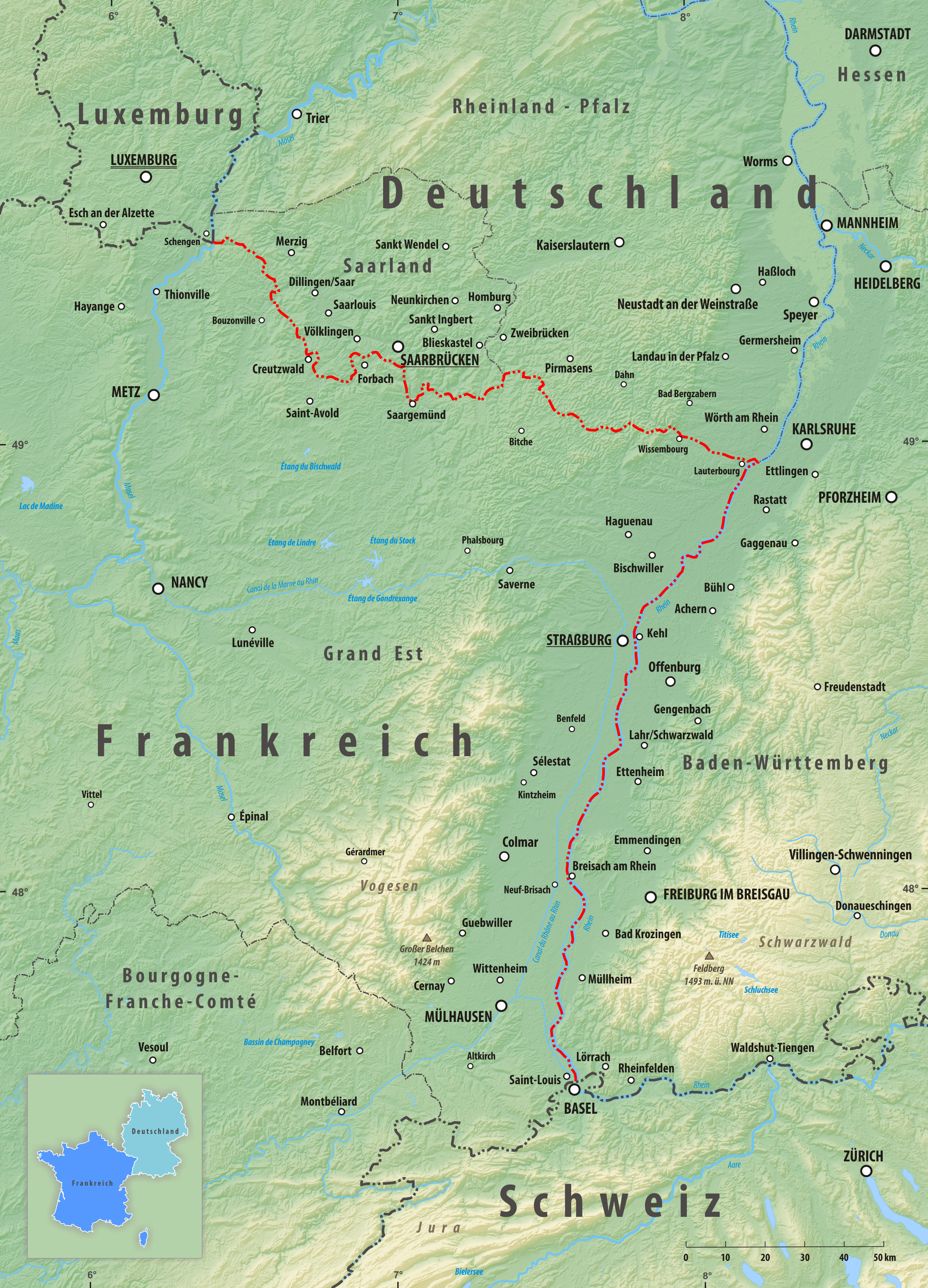
Grenzverlauf Deutschland – Frankreich

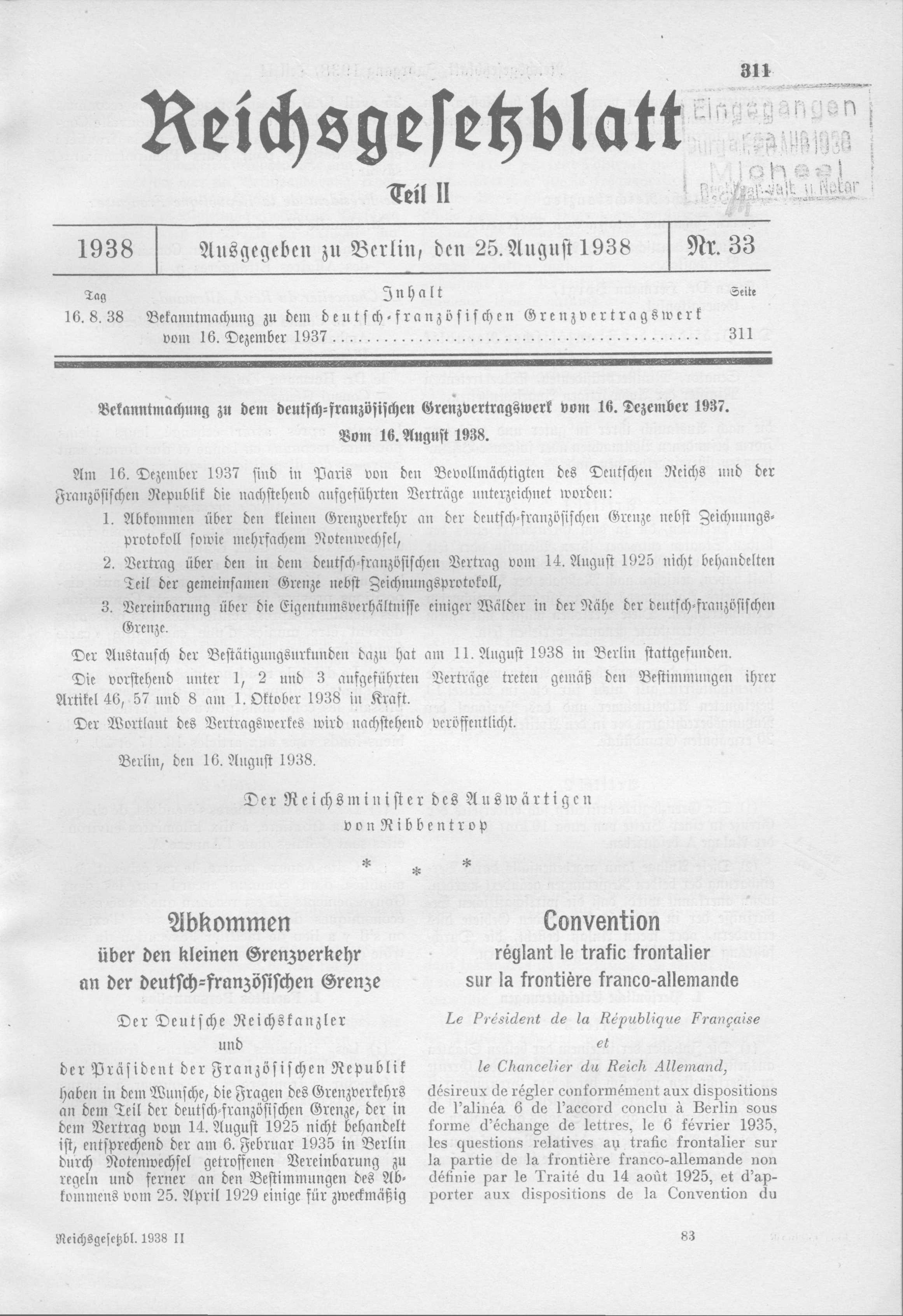
Bekanntmachung zum Grenzvertragswerk vom 16. Dezember 1937

Nördlich der Grenze liegt der Westen und östlich der Grenze der Süden Deutschlands; westlich und südlich der Grenze liegen Lothringen und das Elsass in der französischen Region Grand Est, die den Nordosten Frankreichs bildet.
Die Grenze verläuft vom
- Dreiländereck Deutschland-Frankreich-Luxemburg () – in der Mosel, westlich von Perl (Deutschland), nordwestlich von Apach (Frankreich) und östlich von Schengen (Luxemburg) sowie südlich einer Brücke über die Mosel und westlich des nördlichen Bereichs einer Insel in der Mosel – im Norden bis zum
- Dreiländereck Deutschland-Frankreich-Schweiz () – im Rhein, nördlich von Basel (Schweiz), östlich von Hüningen (Frankreich) und westlich von Weil am Rhein (Deutschland) sowie südlich der Dreiländerbrücke zwischen Frankreich und Deutschland und nördlich einer Stele am „Dreiländereck“ benannten Zipfel im Rheinhafen von Basel – im Süden.

Auf französischer Seite der Grenze liegen von Norden nach Süden
- die Départements
  - Moselle,
  - Bas-Rhin und
  - Haut-Rhin;

auf deutscher Seite
- die Länder
  - Saarland (≈157 km[2] Grenze zu Frankreich),
  - Rheinland-Pfalz (≈108 km[3]) sowie
  - Baden-Württemberg (≈179 km[4]).

Von Perl verläuft die Grenze Richtung Südosten über das
- „Dreiländereck Saarland/Rheinland-Pfalz/Frankreich“ bei Hornbach () und das
- „Dreiländereck Moselle/Bas-Rhin/Rheinland-Pfalz“ bei Ludwigswinkel () bis zum
- „Dreiländereck Rheinland-Pfalz/Baden-Württemberg/Frankreich“ bei Au am Rhein ().

Von hier bildet der Talweg des Rheins die Grenze über das
- „Dreiländereck Bas-Rhin/Haut-Rhin/Baden-Württemberg“ bei Sasbach am Kaiserstuhl () nach Süden bis Weil am Rhein.

## Geschichte
Die Grenze folgt der im Zweiten Pariser Frieden von 1815 vereinbarten Grenzlinie, die im Jahr 1825 durch die Grenzkonvention zwischen Bayern und Frankreich und im Jahr 1829 durch die Grenzkonvention zwischen Preußen und Frankreich bestätigt und geringfügig modifiziert wurde; sie verlief vollständig innerhalb des deutschen Sprachgebiets (siehe auch hier). Zwischenzeitlich war im Frieden von Frankfurt 1871 die Grenzlinie durch die Annexion Elsass-Lothringens zugunsten des Deutschen Reiches nach Westen verschoben und 1920 im Friedensvertrag von Versailles zugunsten Frankreichs wieder nach Osten verschoben worden. Von 1940 bis 1944 war mit der Besetzung Frankreichs das vormalige Elsass-Lothringen als CdZ-Gebiet Lothringen und CdZ-Gebiet Elsaß einer deutschen Zivilverwaltung unterstellt.
Die Französische Republik bemühte sich nach 1945 um die Annexion mehrerer Grenzgebiete: Sie übte von 1949 bis 1984 die Verwaltungshoheit im Oberen Mundatwald aus. Eine Abtretung dieses Gebiets kam nicht zustande, weil der Deutsche Bundestag das entsprechende Abkommen nicht ratifizierte. Frankreich forderte auf der Moskauer Außenministerkonferenz (10. März bis 25. April 1947)) die Annexion der Stadt Kehl mit ihrem Rheinhafen, die sie besetzt hielt. Die Räumung erfolgte von 1949 bis 1953 schrittweise.

## Verwaltungseinheiten und Ortschaften an der Staatsgrenze
| F R A N K R E I C H | F R A N K R E I C H | F R A N K R E I C H             | F R A N K R E I C H   |                             | D E U T S C H L A N D    | D E U T S C H L A N D    | D E U T S C H L A N D | D E U T S C H L A N D |
| Region              | Département         | Gemeinde                        | Grenz- übertritt      | Grenz- übertritt            | Gemeinde                 | Kreis                    | Bundesland            |                       |
| ------------------- | ------------------- | ------------------------------- | --------------------- | --------------------------- | ------------------------ | ------------------------ | --------------------- | --------------------- |
| Luxemburg           |                     |                                 |                       |                             |                          |                          |                       |                       |
| Grand Est           | Moselle             | Apach                           |                       |                             |                          | Perl                     | Merzig-Wadern         | Saarland              |
| Grand Est           | Moselle             | Merschweiller                   |                       |                             |                          | Perl                     | Merzig-Wadern         | Saarland              |
| Grand Est           | Moselle             | Manderen                        |                       |                             |                          | Perl                     | Merzig-Wadern         | Saarland              |
| Grand Est           | Moselle             | Mettlach                        |                       |                             |                          |                          | Merzig-Wadern         | Saarland              |
| Grand Est           | Moselle             | Launstroff                      |                       |                             |                          |                          | Merzig-Wadern         | Saarland              |
| Grand Est           | Moselle             | Merzig                          |                       |                             |                          |                          | Merzig-Wadern         | Saarland              |
| Grand Est           | Moselle             | Waldwisse                       |                       |                             |                          |                          | Merzig-Wadern         | Saarland              |
| Grand Est           | Moselle             |                                 | Rehlingen-Siersburg   | Saarlouis                   |                          |                          |                       | Saarland              |
| Grand Est           | Moselle             | Flastroff                       | Rehlingen-Siersburg   | Saarlouis                   |                          |                          |                       | Saarland              |
| Grand Est           | Moselle             | Schwerdorff                     | Rehlingen-Siersburg   | Saarlouis                   |                          |                          |                       | Saarland              |
| Grand Est           | Moselle             | Neunkirchen-lès-Bouzonville     | Rehlingen-Siersburg   | Saarlouis                   |                          |                          |                       | Saarland              |
| Grand Est           | Moselle             | Guerstling                      | Rehlingen-Siersburg   | Saarlouis                   |                          |                          |                       | Saarland              |
| Grand Est           | Moselle             | Wallerfangen                    |                       | Saarlouis                   |                          |                          |                       | Saarland              |
| Grand Est           | Moselle             | Heining-lès-Bouzonville         |                       | Saarlouis                   |                          |                          |                       | Saarland              |
| Grand Est           | Moselle             | Villing                         |                       | Saarlouis                   |                          |                          |                       | Saarland              |
| Grand Est           | Moselle             | Berviller-en-Moselle            |                       | Saarlouis                   |                          |                          |                       | Saarland              |
| Grand Est           | Moselle             | Überherrn                       |                       | Saarlouis                   |                          |                          |                       | Saarland              |
| Grand Est           | Moselle             | Merten                          |                       | Saarlouis                   |                          |                          |                       | Saarland              |
| Grand Est           | Moselle             | Creutzwald                      |                       | Saarlouis                   |                          |                          |                       | Saarland              |
| Grand Est           | Moselle             | Wadgassen                       |                       | Saarlouis                   |                          |                          |                       | Saarland              |
| Grand Est           | Moselle             |                                 | Völklingen            | Regionalverband Saarbrücken |                          |                          |                       | Saarland              |
| Grand Est           | Moselle             | Carling                         | Völklingen            | Regionalverband Saarbrücken |                          |                          |                       | Saarland              |
| Grand Est           | Moselle             | L’Hôpital                       | Völklingen            | Regionalverband Saarbrücken |                          |                          |                       | Saarland              |
| Grand Est           | Moselle             | Saint-Avold                     | Völklingen            | Regionalverband Saarbrücken |                          |                          |                       | Saarland              |
| Grand Est           | Moselle             | Freyming-Merlebach              | Völklingen            | Regionalverband Saarbrücken |                          |                          |                       | Saarland              |
| Grand Est           | Moselle             | Großrosseln                     |                       | Regionalverband Saarbrücken |                          |                          |                       | Saarland              |
| Grand Est           | Moselle             | Cocheren                        |                       | Regionalverband Saarbrücken |                          |                          |                       | Saarland              |
| Grand Est           | Moselle             | Rosbruck                        |                       | Regionalverband Saarbrücken |                          |                          |                       | Saarland              |
| Grand Est           | Moselle             | Morsbach                        |                       | Regionalverband Saarbrücken |                          |                          |                       | Saarland              |
| Grand Est           | Moselle             | Forbach                         |                       | Regionalverband Saarbrücken |                          |                          |                       | Saarland              |
| Grand Est           | Moselle             | Petite-Rosselle                 |                       | Regionalverband Saarbrücken |                          |                          |                       | Saarland              |
| Grand Est           | Moselle             | Saarbrücken                     |                       | Regionalverband Saarbrücken |                          |                          |                       | Saarland              |
| Grand Est           | Moselle             | Forbach                         |                       | Regionalverband Saarbrücken |                          |                          |                       | Saarland              |
| Grand Est           | Moselle             | Schœneck                        |                       | Regionalverband Saarbrücken |                          |                          |                       | Saarland              |
| Grand Est           | Moselle             | Stiring-Wendel                  |                       | Regionalverband Saarbrücken |                          |                          |                       | Saarland              |
| Grand Est           | Moselle             | Spicheren                       |                       | Regionalverband Saarbrücken |                          |                          |                       | Saarland              |
| Grand Est           | Moselle             | Alsting                         |                       | Regionalverband Saarbrücken |                          |                          |                       | Saarland              |
| Grand Est           | Moselle             | Großblittersdorf                |                       | Regionalverband Saarbrücken |                          |                          |                       | Saarland              |
| Grand Est           | Moselle             | Kleinblittersdorf               |                       | Regionalverband Saarbrücken |                          |                          |                       | Saarland              |
| Grand Est           | Moselle             | Saargemünd                      |                       | Regionalverband Saarbrücken |                          |                          |                       | Saarland              |
| Grand Est           | Moselle             | Blies-Guersviller               |                       | Regionalverband Saarbrücken |                          |                          |                       | Saarland              |
| Grand Est           | Moselle             |                                 | Mandelbachtal         | Saarpfalz-Kreis             |                          |                          |                       | Saarland              |
| Grand Est           | Moselle             | Frauenberg                      | Mandelbachtal         | Saarpfalz-Kreis             |                          |                          |                       | Saarland              |
| Grand Est           | Moselle             | Blies-Ébersing                  | Mandelbachtal         | Saarpfalz-Kreis             |                          |                          |                       | Saarland              |
| Grand Est           | Moselle             | Bliesbruck                      | Mandelbachtal         | Saarpfalz-Kreis             |                          |                          |                       | Saarland              |
| Grand Est           | Moselle             | Gersheim                        |                       | Saarpfalz-Kreis             |                          |                          |                       | Saarland              |
| Grand Est           | Moselle             | Obergailbach                    |                       | Saarpfalz-Kreis             |                          |                          |                       | Saarland              |
| Grand Est           | Moselle             | Erching                         |                       | Saarpfalz-Kreis             |                          |                          |                       | Saarland              |
| Grand Est           | Moselle             | Epping                          |                       | Saarpfalz-Kreis             |                          |                          |                       | Saarland              |
| Grand Est           | Moselle             | Ormersviller                    |                       | Saarpfalz-Kreis             |                          |                          |                       | Saarland              |
| Grand Est           | Moselle             | Blieskastel                     |                       | Saarpfalz-Kreis             |                          |                          |                       | Saarland              |
| Grand Est           | Moselle             | Loutzviller                     |                       | Saarpfalz-Kreis             |                          |                          |                       | Saarland              |
| Grand Est           | Moselle             | Schweyen                        |                       | Saarpfalz-Kreis             |                          |                          |                       | Saarland              |
| Grand Est           | Moselle             |                                 | Hornbach              | Südwestpfalz                | Rheinland-Pfalz          |                          |                       |                       |
| Grand Est           | Moselle             | Rolbing                         |                       | Südwestpfalz                | Rheinland-Pfalz          |                          | Mauschbach            |                       |
| Grand Est           | Moselle             | Rolbing                         | Dietrichingen         | Südwestpfalz                | Rheinland-Pfalz          |                          |                       |                       |
| Grand Est           | Moselle             | Rolbing                         | Riedelberg            | Südwestpfalz                | Rheinland-Pfalz          |                          |                       |                       |
| Grand Est           | Moselle             | Walschbronn                     |                       | Südwestpfalz                | Rheinland-Pfalz          |                          |                       |                       |
| Grand Est           | Moselle             | Kröppen                         |                       | Südwestpfalz                | Rheinland-Pfalz          |                          |                       |                       |
| Grand Est           | Moselle             | Schweix                         |                       | Südwestpfalz                | Rheinland-Pfalz          |                          |                       |                       |
| Grand Est           | Moselle             | Liederschiedt                   |                       | Südwestpfalz                | Rheinland-Pfalz          |                          |                       |                       |
| Grand Est           | Moselle             | Hilst                           |                       | Südwestpfalz                | Rheinland-Pfalz          |                          |                       |                       |
| Grand Est           | Moselle             | Roppeviller                     |                       | Südwestpfalz                | Rheinland-Pfalz          |                          |                       |                       |
| Grand Est           | Moselle             | Eppenbrunn                      |                       | Südwestpfalz                | Rheinland-Pfalz          |                          |                       |                       |
| Grand Est           | Moselle             | Sturzelbronn                    |                       | Südwestpfalz                | Rheinland-Pfalz          |                          |                       |                       |
| Grand Est           | Moselle             | Ludwigswinkel                   |                       | Südwestpfalz                | Rheinland-Pfalz          |                          |                       |                       |
| Grand Est           | Bas-Rhin            | Obersteinbach                   |                       | Südwestpfalz                | Rheinland-Pfalz          |                          |                       |                       |
| Grand Est           | Bas-Rhin            | Obersteinbach                   | Fischbach bei Dahn    | Südwestpfalz                | Rheinland-Pfalz          |                          |                       |                       |
| Grand Est           | Bas-Rhin            | Niedersteinbach                 |                       | Südwestpfalz                | Rheinland-Pfalz          |                          |                       |                       |
| Grand Est           | Bas-Rhin            | Schönau                         |                       | Südwestpfalz                | Rheinland-Pfalz          |                          |                       |                       |
| Grand Est           | Bas-Rhin            | Lembach                         |                       | Südwestpfalz                | Rheinland-Pfalz          |                          |                       |                       |
| Grand Est           | Bas-Rhin            | Hirschthal                      |                       | Südwestpfalz                | Rheinland-Pfalz          |                          |                       |                       |
| Grand Est           | Bas-Rhin            | Schönau                         |                       | Südwestpfalz                | Rheinland-Pfalz          |                          |                       |                       |
| Grand Est           | Bas-Rhin            | Wingen                          |                       | Südwestpfalz                | Rheinland-Pfalz          |                          |                       |                       |
| Grand Est           | Bas-Rhin            | Nothweiler                      |                       | Südwestpfalz                | Rheinland-Pfalz          |                          |                       |                       |
| Grand Est           | Bas-Rhin            | Bobenthal                       |                       | Südwestpfalz                | Rheinland-Pfalz          |                          |                       |                       |
| Grand Est           | Bas-Rhin            | Climbach                        |                       | Südwestpfalz                | Rheinland-Pfalz          |                          |                       |                       |
| Grand Est           | Bas-Rhin            | Wissembourg                     |                       | Südwestpfalz                | Rheinland-Pfalz          |                          |                       |                       |
| Grand Est           | Bas-Rhin            |                                 | Schweigen-Rechtenbach | Südliche Weinstraße         | Rheinland-Pfalz          |                          |                       |                       |
| Grand Est           | Bas-Rhin            | Schweighofen                    |                       | Südliche Weinstraße         | Rheinland-Pfalz          |                          |                       |                       |
| Grand Est           | Bas-Rhin            | L a u t e r                     |                       | Südliche Weinstraße         | Rheinland-Pfalz          |                          |                       |                       |
| Grand Est           | Bas-Rhin            | Kapsweyer                       |                       | Südliche Weinstraße         | Rheinland-Pfalz          |                          |                       |                       |
| Grand Est           | Bas-Rhin            | Steinfeld                       |                       | Südliche Weinstraße         | Rheinland-Pfalz          |                          |                       |                       |
| Grand Est           | Bas-Rhin            | Salmbach                        |                       |                             | Rheinland-Pfalz          | Scheibenhardt            | Germersheim           |                       |
| Grand Est           | Bas-Rhin            | Niederlauterbach                |                       |                             | Rheinland-Pfalz          | Scheibenhardt            | Germersheim           |                       |
| Grand Est           | Bas-Rhin            | Scheibenhard                    |                       |                             | Rheinland-Pfalz          | Scheibenhardt            | Germersheim           |                       |
| Grand Est           | Bas-Rhin            | Lauterbourg                     |                       |                             | Rheinland-Pfalz          | Berg                     | Germersheim           |                       |
| Grand Est           | Bas-Rhin            | Lauterbourg                     | Neuburg am Rhein      |                             | Rheinland-Pfalz          |                          | Germersheim           |                       |
| Grand Est           | Bas-Rhin            | Lauterbourg                     | R h e i n             |                             | Au am Rhein              | Rastatt                  | Baden-Württemberg     |                       |
| Grand Est           | Bas-Rhin            | Lauterbourg                     | R h e i n             | Elchesheim-Illingen         |                          | Rastatt                  | Baden-Württemberg     |                       |
| Grand Est           | Bas-Rhin            | Mothern                         | R h e i n             |                             |                          | Rastatt                  | Baden-Württemberg     |                       |
| Grand Est           | Bas-Rhin            | Steinmauern                     | R h e i n             |                             |                          | Rastatt                  | Baden-Württemberg     |                       |
| Grand Est           | Bas-Rhin            | Munchhausen                     | R h e i n             |                             |                          | Rastatt                  | Baden-Württemberg     |                       |
| Grand Est           | Bas-Rhin            | Rastatt                         | R h e i n             |                             |                          | Rastatt                  | Baden-Württemberg     |                       |
| Grand Est           | Bas-Rhin            | Seltz                           | R h e i n             |                             |                          | Rastatt                  | Baden-Württemberg     |                       |
| Grand Est           | Bas-Rhin            | Beinheim                        | R h e i n             |                             |                          | Rastatt                  | Baden-Württemberg     |                       |
| Grand Est           | Bas-Rhin            | Iffezheim                       | R h e i n             |                             |                          | Rastatt                  | Baden-Württemberg     |                       |
| Grand Est           | Bas-Rhin            | Neuhaeusel                      | R h e i n             |                             |                          | Rastatt                  | Baden-Württemberg     |                       |
| Grand Est           | Bas-Rhin            | Hügelsheim                      | R h e i n             |                             |                          | Rastatt                  | Baden-Württemberg     |                       |
| Grand Est           | Bas-Rhin            | Fort-Louis                      | R h e i n             |                             |                          | Rastatt                  | Baden-Württemberg     |                       |
| Grand Est           | Bas-Rhin            | Rheinmünster                    | R h e i n             |                             |                          | Rastatt                  | Baden-Württemberg     |                       |
| Grand Est           | Bas-Rhin            | Dalhunden                       | R h e i n             |                             |                          | Rastatt                  | Baden-Württemberg     |                       |
| Grand Est           | Bas-Rhin            | Drusenheim                      | R h e i n             |                             |                          | Rastatt                  | Baden-Württemberg     |                       |
| Grand Est           | Bas-Rhin            | Lichtenau                       | R h e i n             |                             |                          | Rastatt                  | Baden-Württemberg     |                       |
| Grand Est           | Bas-Rhin            | Offendorf                       | R h e i n             |                             |                          | Rastatt                  | Baden-Württemberg     |                       |
| Grand Est           | Bas-Rhin            |                                 | R h e i n             | Rheinau                     | Ortenaukreis             |                          | Baden-Württemberg     |                       |
| Grand Est           | Bas-Rhin            | Gambsheim                       | R h e i n             | Rheinau                     | Ortenaukreis             |                          | Baden-Württemberg     |                       |
| Grand Est           | Bas-Rhin            | La Wantzenau                    | R h e i n             | Rheinau                     | Ortenaukreis             |                          | Baden-Württemberg     |                       |
| Grand Est           | Bas-Rhin            | Kehl                            | R h e i n             |                             | Ortenaukreis             |                          | Baden-Württemberg     |                       |
| Grand Est           | Bas-Rhin            | Straßburg                       | R h e i n             |                             | Ortenaukreis             |                          | Baden-Württemberg     |                       |
| Grand Est           | Bas-Rhin            | Neuried                         | R h e i n             |                             | Ortenaukreis             |                          | Baden-Württemberg     |                       |
| Grand Est           | Bas-Rhin            | Eschau                          | R h e i n             |                             | Ortenaukreis             |                          | Baden-Württemberg     |                       |
| Grand Est           | Bas-Rhin            | Plobsheim                       | R h e i n             |                             | Ortenaukreis             |                          | Baden-Württemberg     |                       |
| Grand Est           | Bas-Rhin            | Erstein                         | R h e i n             |                             | Ortenaukreis             |                          | Baden-Württemberg     |                       |
| Grand Est           | Bas-Rhin            | Meißenheim                      | R h e i n             |                             | Ortenaukreis             |                          | Baden-Württemberg     |                       |
| Grand Est           | Bas-Rhin            | Schwanau                        | R h e i n             |                             | Ortenaukreis             |                          | Baden-Württemberg     |                       |
| Grand Est           | Bas-Rhin            | Gerstheim                       | R h e i n             |                             | Ortenaukreis             |                          | Baden-Württemberg     |                       |
| Grand Est           | Bas-Rhin            | Daubensand                      | R h e i n             |                             | Ortenaukreis             |                          | Baden-Württemberg     |                       |
| Grand Est           | Bas-Rhin            | Rhinau                          | R h e i n             |                             | Ortenaukreis             |                          | Baden-Württemberg     |                       |
| Grand Est           | Bas-Rhin            | Kappel-Grafenhausen             | R h e i n             |                             | Ortenaukreis             |                          | Baden-Württemberg     |                       |
| Grand Est           | Bas-Rhin            | Rheinau (gemeindefreies Gebiet) | R h e i n             |                             | Ortenaukreis             |                          | Baden-Württemberg     |                       |
| Grand Est           | Bas-Rhin            | Sundhouse                       | R h e i n             |                             |                          | Rheinhausen              | Baden-Württemberg     | Emmendingen           |
| Grand Est           | Bas-Rhin            | Schœnau                         | R h e i n             |                             |                          | Rheinhausen              | Baden-Württemberg     | Emmendingen           |
| Grand Est           | Bas-Rhin            | Weisweil                        | R h e i n             |                             |                          |                          | Baden-Württemberg     | Emmendingen           |
| Grand Est           | Bas-Rhin            | Artolsheim                      | R h e i n             |                             |                          |                          | Baden-Württemberg     | Emmendingen           |
| Grand Est           | Bas-Rhin            | Mackenheim                      | R h e i n             |                             |                          | Wyhl am Kaiserstuhl      | Baden-Württemberg     | Emmendingen           |
| Grand Est           | Bas-Rhin            | Mackenheim                      | R h e i n             | Sasbach am Kaiserstuhl      |                          |                          | Baden-Württemberg     | Emmendingen           |
| Grand Est           | Bas-Rhin            | Marckolsheim                    | R h e i n             |                             |                          |                          | Baden-Württemberg     | Emmendingen           |
| Grand Est           | Haut-Rhin           | Artzenheim                      | R h e i n             |                             |                          |                          | Baden-Württemberg     | Emmendingen           |
| Grand Est           | Haut-Rhin           | Artzenheim                      | R h e i n             |                             | Vogtsburg im Kaiserstuhl | Breisgau-Hochschwarzwald | Baden-Württemberg     |                       |
| Grand Est           | Haut-Rhin           | Baltzenheim                     | R h e i n             |                             | Vogtsburg im Kaiserstuhl | Breisgau-Hochschwarzwald | Baden-Württemberg     |                       |
| Grand Est           | Haut-Rhin           | Kunheim                         | R h e i n             |                             |                          | Breisgau-Hochschwarzwald | Baden-Württemberg     | Breisach am Rhein     |
| Grand Est           | Haut-Rhin           | Biesheim                        | R h e i n             |                             |                          | Breisgau-Hochschwarzwald | Baden-Württemberg     | Breisach am Rhein     |
| Grand Est           | Haut-Rhin           | Volgelsheim                     | R h e i n             |                             |                          | Breisgau-Hochschwarzwald | Baden-Württemberg     | Breisach am Rhein     |
| Grand Est           | Haut-Rhin           | Vogelgrun                       | R h e i n             |                             |                          | Breisgau-Hochschwarzwald | Baden-Württemberg     | Breisach am Rhein     |
| Grand Est           | Haut-Rhin           | Geiswasser                      | R h e i n             |                             |                          | Breisgau-Hochschwarzwald | Baden-Württemberg     | Breisach am Rhein     |
| Grand Est           | Haut-Rhin           | Hartheim am Rhein               | R h e i n             |                             |                          | Breisgau-Hochschwarzwald | Baden-Württemberg     |                       |
| Grand Est           | Haut-Rhin           | Nambsheim                       | R h e i n             |                             |                          | Breisgau-Hochschwarzwald | Baden-Württemberg     |                       |
| Grand Est           | Haut-Rhin           | Balgau                          | R h e i n             |                             |                          | Breisgau-Hochschwarzwald | Baden-Württemberg     |                       |
| Grand Est           | Haut-Rhin           | Fessenheim                      | R h e i n             |                             |                          | Breisgau-Hochschwarzwald | Baden-Württemberg     |                       |
| Grand Est           | Haut-Rhin           | Neuenburg am Rhein              | R h e i n             |                             |                          | Breisgau-Hochschwarzwald | Baden-Württemberg     |                       |
| Grand Est           | Haut-Rhin           | Blodelsheim                     | R h e i n             |                             |                          | Breisgau-Hochschwarzwald | Baden-Württemberg     |                       |
| Grand Est           | Haut-Rhin           | Rumersheim-le-Haut              | R h e i n             |                             |                          | Breisgau-Hochschwarzwald | Baden-Württemberg     |                       |
| Grand Est           | Haut-Rhin           | Chalampé                        | R h e i n             |                             |                          | Breisgau-Hochschwarzwald | Baden-Württemberg     |                       |
| Grand Est           | Haut-Rhin           | Bantzenheim                     | R h e i n             |                             |                          | Breisgau-Hochschwarzwald | Baden-Württemberg     |                       |
| Grand Est           | Haut-Rhin           | Ottmarsheim                     | R h e i n             |                             |                          | Breisgau-Hochschwarzwald | Baden-Württemberg     |                       |
| Grand Est           | Haut-Rhin           | Hombourg                        | R h e i n             |                             |                          | Breisgau-Hochschwarzwald | Baden-Württemberg     |                       |
| Grand Est           | Haut-Rhin           | Petit-Landau                    | R h e i n             |                             |                          | Breisgau-Hochschwarzwald | Baden-Württemberg     |                       |
| Grand Est           | Haut-Rhin           |                                 | R h e i n             | Bad Bellingen               | Lörrach                  |                          | Baden-Württemberg     |                       |
| Grand Est           | Haut-Rhin           | Niffer                          | R h e i n             | Bad Bellingen               | Lörrach                  |                          | Baden-Württemberg     |                       |
| Grand Est           | Haut-Rhin           | Kembs                           | R h e i n             |                             | Lörrach                  |                          | Baden-Württemberg     | Efringen-Kirchen      |
| Grand Est           | Haut-Rhin           | Rosenau                         | R h e i n             |                             | Lörrach                  |                          | Baden-Württemberg     | Efringen-Kirchen      |
| Grand Est           | Haut-Rhin           | Village-Neuf                    | R h e i n             |                             | Lörrach                  |                          | Baden-Württemberg     | Weil am Rhein         |
| Grand Est           | Haut-Rhin           | Huningue                        | R h e i n             |                             | Lörrach                  |                          | Baden-Württemberg     | Weil am Rhein         |
| Schweiz             |                     |                                 |                       |                             |                          |                          |                       |                       |

## Internationaler Verkehr

### Grenzübertritt und Grenzverkehr

#### Saarland

##### Straßen und Wege
- Bundesstraße 419 – Département-Straße 654 zwischen Perl und dem französischen Apach
- Landesstraße 173 – Département-Straße 855 zwischen Hilbringen und Waldwisse
- Waldwieser Straße – Département-Straße 64 zwischen Biringen und Waldwisse
- Schwerdorfer Weg – Rue de la Frontière zwischen Fürweiler und Schwerdorff
- Landesstraße 171 – Département-Straße 956 zwischen Niedaltdorf und Neunkirchen-lès-Bouzonville
- Landesstraße 359 – Département-Straße 64 zwischen Niedaltdorf und Guerstling
- Neutrale Straße in Leidingen
- Bundesstraße 405 – Département-Straße 918 zwischen Ittersdorf und Schreckling
- Bundesstraße 269 – Département-Straße 954 zwischen Felsberg und Villing
- Landesstraße 169 – Département-Straße 55 zwischen Bisten und Merten
- Landesstraße 167 – Département-Straße 73 zwischen Überherrn und Creutzwald
- Bundesstraße 269 – Route nationale 33 zwischen Überherrn und Creutzwald
- Landesstraße 165 – Département-Straße 26A zwischen Lauterbach und Carling
- Landesstraße 164 – Département-Straße 603 zwischen Naßweiler und Rosbruck
- Landesstraße 274 – Département-Straße 32 zwischen Saarbrücken und Schœneck
- Bundesstraße 41 – Département-Straße 603 zwischen Saarbrücken und Stiring-Wendel, im Gebiet Goldene Bremm
- Bundesautobahn 6 (E 50) – Autoroute 320 zwischen Saarbrücken und Stiring-Wendel
- Landesstraße 273 – Département-Straße 32C zwischen Saarbrücken und Spicheren
- Bundesstraße 406 – Route nationale 61 zwischen Güdingen und Grosbliederstroff
- Landesstraße 253 – Route nationale 61/Département-Straße 31bis/Département-Straße 33 zwischen Auersmacher und Grosbliederstroff
- Bundesstraße 51 – Département-Straße 82A zwischen Rilchingen-Hanweiler und Sarreguemines
- Bundesstraße 423 – Département-Straße 974 zwischen Habkirchen und Frauenberg
- Landesstraße 208 – Département-Straße 82 zwischen Reinheim und Bliesbruck
- Obergailbacher Straße – Département-Straße 34A zwischen Niedergailbach und Obergailbach
- Landesstraße 101 – Département-Straße 84 zwischen Peppenkum und Guiderkirch
- Landesstraße 102/Landesstraße 104 – Département-Straße 85C zwischen Brenschelbach und Schweyen

##### Eisenbahnstrecken
- Thionville–Trier zwischen Perl und Apach
- Dillingen–Bouzonville (auch „Niedtalbahn“) zwischen Niedaltdorf und Guerstling, 1945 unterbrochen
- Völklingen–Thionville zwischen Überhern und Falck
- Saarbrücken–Rémilly (auch „Forbacher Bahn“) zwischen Saarbrücken und Stiring-Wendel
- Saarbrücken–Sarreguemines (auch „Obere Saartalbahn“) zwischen Rilchingen-Hanweiler und Sarreguemines

#### Rheinland-Pfalz

##### Straßen und Wege

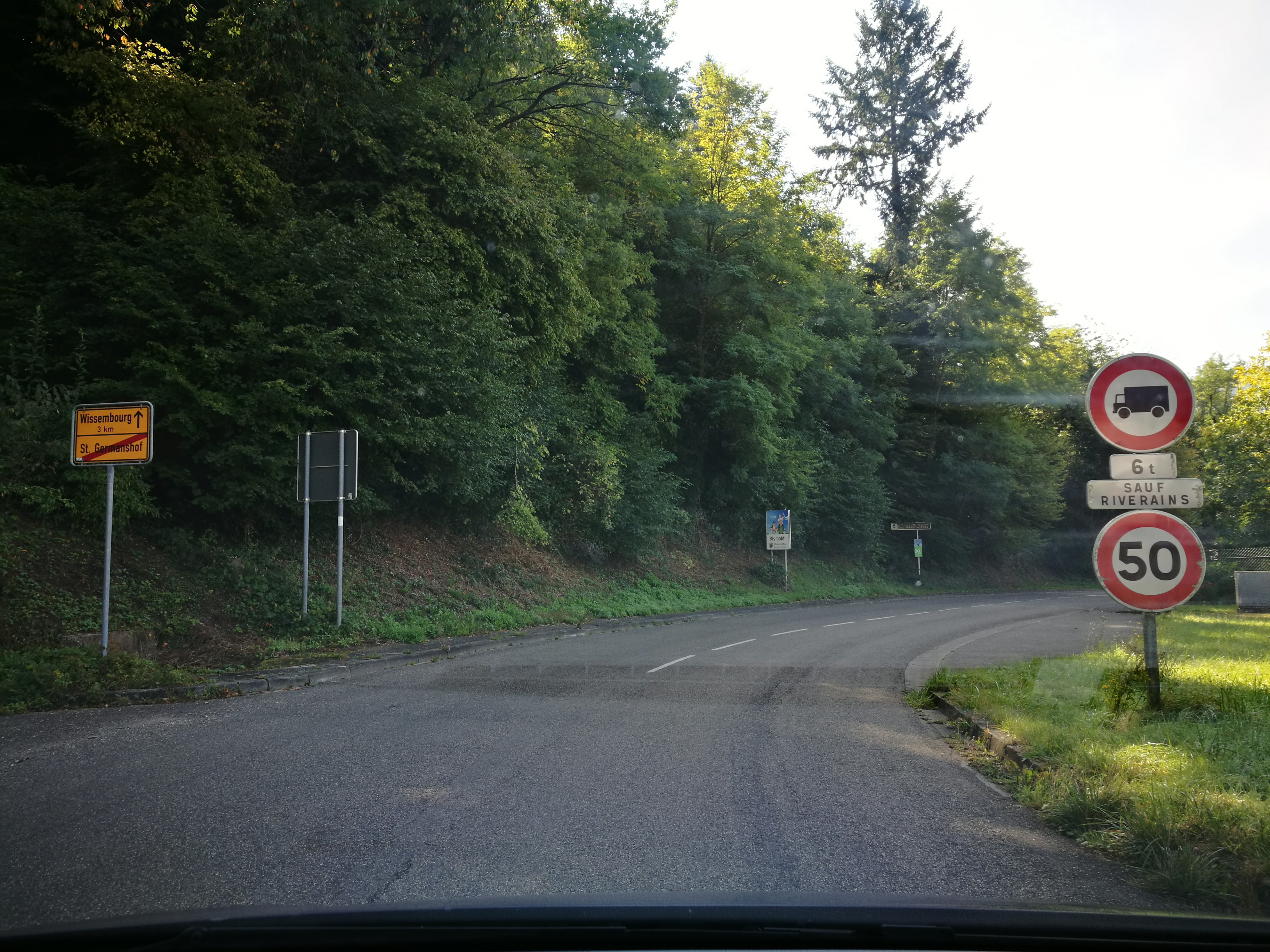
Bobenthal / Wissembourg

- Bundesstraße 424 – Département-Straße 35a zwischen Hornbach und Schweyen
- Kreisstraße 81 – Département-Straße 86c zwischen Großsteinhausen und Opperding
- Landesstraße 483 – Département-Straße 86 zwischen Kröppen und Walschbronn
- Kreisstraße 1 – Département-Straße 86b zwischen Schweix und Liederschiedt
- Landesstraße 488 – Département-Straße 925 zwischen Hirschthal und Lembach
- Landesstraße 478 – Département-Straße 334 zwischen Bobenthal und Wissembourg
- Bundesstraße 38 – Département-Straße 264 zwischen Schweigen-Rechtenbach und Wissembourg
- Landesstraße 546 – Département-Straße 534 zwischen Schweighofen und Wissembourg
- Landesstraße 547 – Département-Straße 303 zwischen Schweighofen und Altenstadt
- Landesstraße 545 – Département-Straße 403 zwischen Scheibenhardt und Scheibenhard
- Bundesstraße 9 – Route nationale 363
- Landesstraßen 545 und 554 – Département-Straße 468 zwischen Neulauterburg und Lauterbourg

##### Eisenbahnstrecken

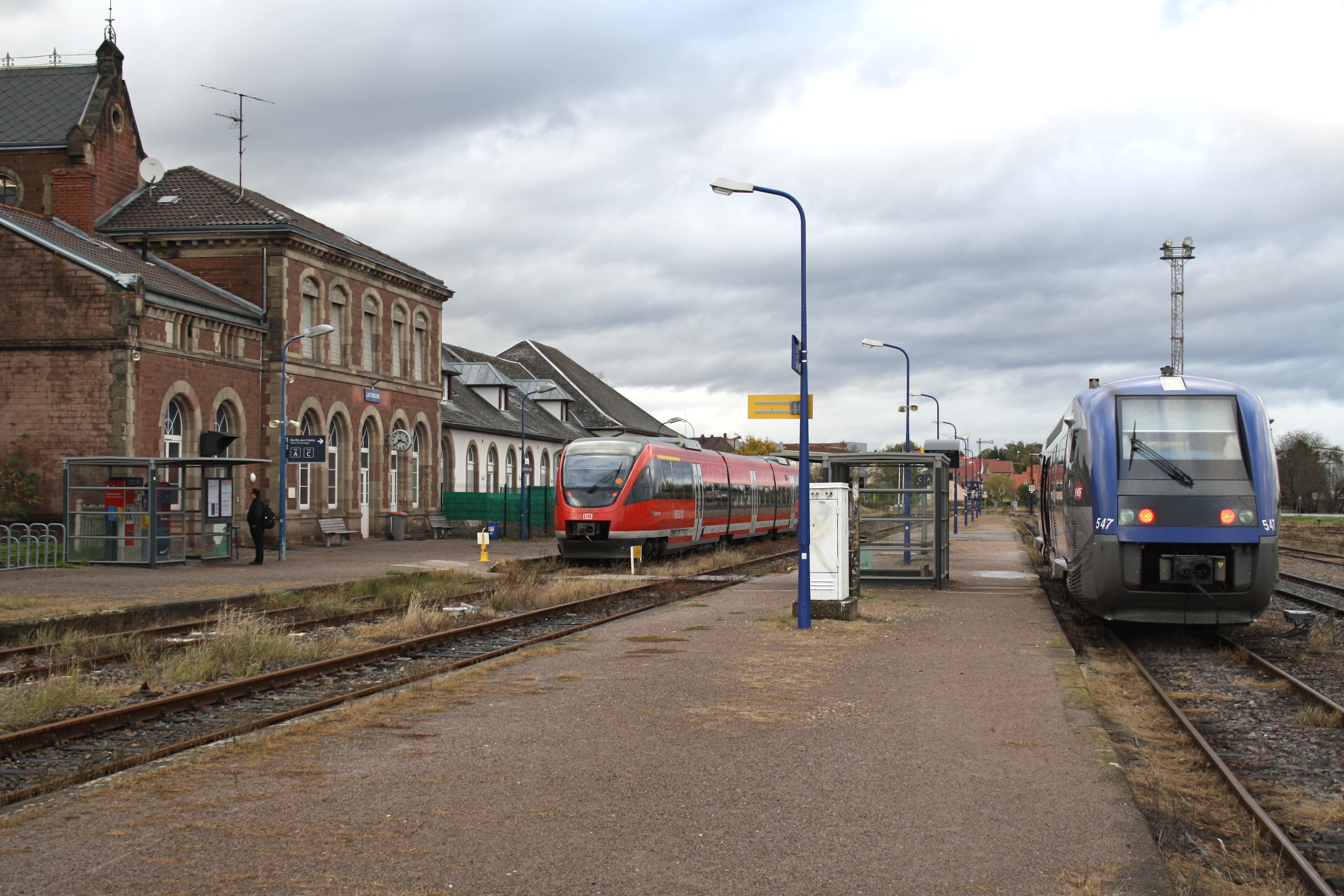
Französisch-deutsche Begegnung im Bahnhof Lauterbourg

- Neustadt–Wissembourg zwischen Schweighofen und Wissembourg
- Wörth–Strasbourg zwischen Berg (Pfalz) und Lauterbourg

#### Baden-Württemberg

##### Straßen und Wege
- Landesstraße 78b – Département-Straße 87 zwischen Wintersdorf und Beinheim
- Bundesstraße 500 – Département-Straße 4 zwischen Iffezheim und Roppenheim
- Landesstraße 87 – Département-Straße 2 zwischen Rheinau und Gambsheim
- Bundesstraße 28 – Route nationale 4 zwischen Kehl und Strasbourg
- Landesstraße 98 – Route nationale 353 zwischen Neuried und Eschau
- Landesstraße 100 – Département-Straße 426 zwischen Nonnenweier und Erstein
- Landesstraße 113 – Département-Straße 424 zwischen Gemeinden am Kaiserstuhl und Marckolsheim
- Bundesstraße 31 – Département-Straße 415 zwischen Breisach am Rhein und Vogelgrun
- Kreisstraße 4998 – Rue de l’Europe zur Département-Straße 52 zwischen Hartheim am Rhein und Fessenheim
- Bundesstraße 378 – Département-Straße 39 zwischen Neuenburg am Rhein und Chalampé
- Bundesautobahn 5 (Dreieck Neuenburg) – Autoroute 36
- Barrage de Kemps zwischen Märkt und Rosenau
- Bundesstraße 532 – Département-Straße 105 zwischen Weil am Rhein und Huningue
- Dreiländerbrücke zwischen Weil am Rhein und Huningue

##### Straßenbahn
- zwischen Kehl und Strasbourg

##### Eisenbahnstrecken
- Haguenau–Rastatt zwischen Rœschwoog und Wintersdorf (Baden), stillgelegt
- Freiburg–Colmar zwischen Breisach und Neuf-Brisach, stillgelegt
- Appenweier–Strasbourg zwischen Kehl und Strasbourg, Teil der Magistrale für Europa
- Müllheim–Mulhouse zwischen Neuenburg (Baden) und Chalampé

##### Fähren
- „Rheinfähre Plittersdorf – Seltz“ zwischen Plittersdorf (Landesstraße 77) und Seltz (Département-Straße 28)
- „Rheinfähre Greffern – Drusenheim“ zwischen Greffern (Landesstraße 85) und Drusenheim (Département-Straße 429)
- „Rheinfähre Kappel – Rhinau“ zwischen Kappel-Grafenhausen (Landesstraße 103) und Rhinau (Département-Straße 5)

## Bedeutende Bauwerke und Sehenswürdigkeiten

### Bauwerke

#### Rhein-Brücken
- Rheinkilometer 335: „Rheinbrücke Wintersdorf“ zwischen dem Rastatter Stadtteil Wintersdorf und dem französischen Beinheim
- Rheinkilometer 293: „Rheinbrücke Kehl“ zwischen Kehl und Straßburg
- Rheinkilometer 293: „Trambrücke“ zwischen Kehl und Straßburg
- Rheinkilometer 293: „Europabrücke“ zwischen Kehl und Straßburg
- Rheinkilometer 292: „Passerelle des Deux Rives“ zwischen Kehl und Straßburg
- Rheinkilometer 282: „Pierre-Pflimlin-Brücke“ zwischen Neuried und Eschau
- Rheinkilometer 240: „Rheinbrücke Sasbach–Marckolsheim“ zwischen Sasbach am Kaiserstuhl und Marckolsheim
- Rheinkilometer 225: „Julius-Leber-Brücke“ zwischen Breisach und dem französischen Vogelgrun
- Rheinkilometer 210: „Alain-Foechterle-Erich-Dilger-Brücke“ zwischen Hartheim am Rhein und Fessenheim
- Rheinkilometer 199: „Rheinbrücke Neuenburg–Chalampé“ zwischen Neuenburg am Rhein und Chalampé
- Rheinkilometer 194: „Rheinbrücke Ottmarsheim“ zwischen Neuenburg am Rhein und Ottmarsheim
- Rheinkilometer 171: „Palmrainbrücke“ zwischen Weil am Rhein und dem französischen Huningue
- Rheinkilometer 170: „Dreiländerbrücke“ zwischen Weil am Rhein und Huningue; längste als Bogenbrücke ausgeführte Radfahrer- und Fußgängerbrücke der Welt

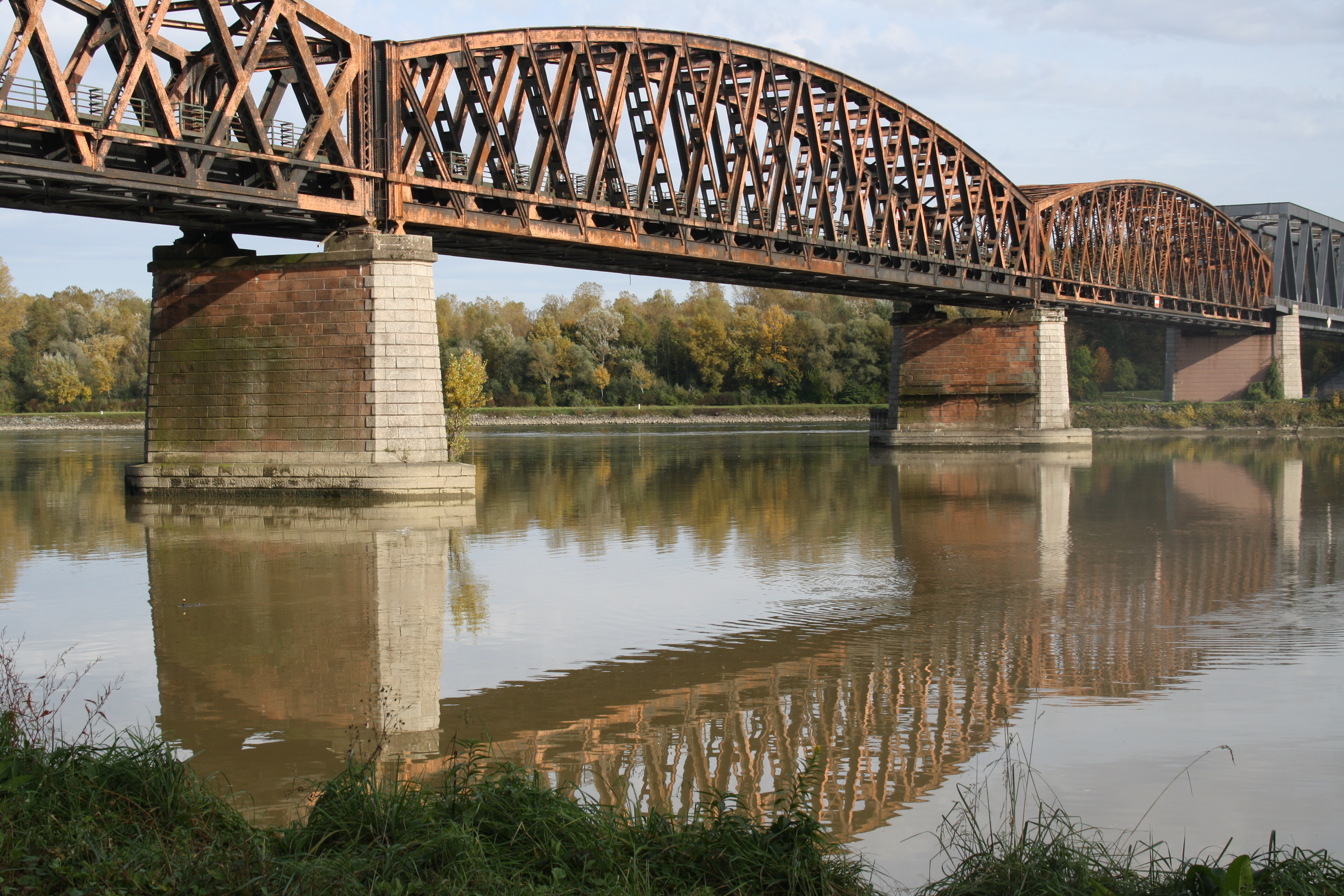
Rheinbrücke Wintersdorf
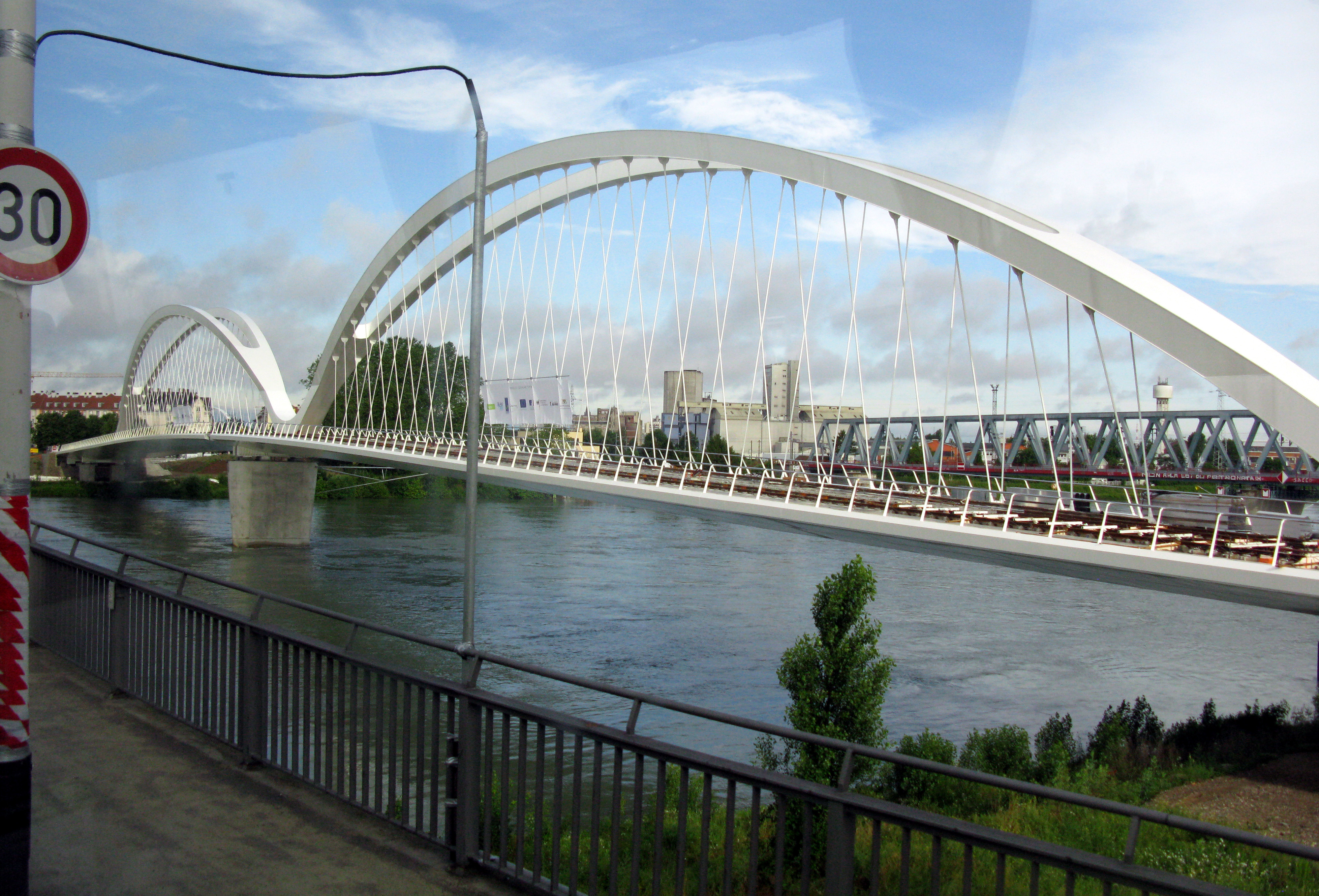
Trambrücke Kehl
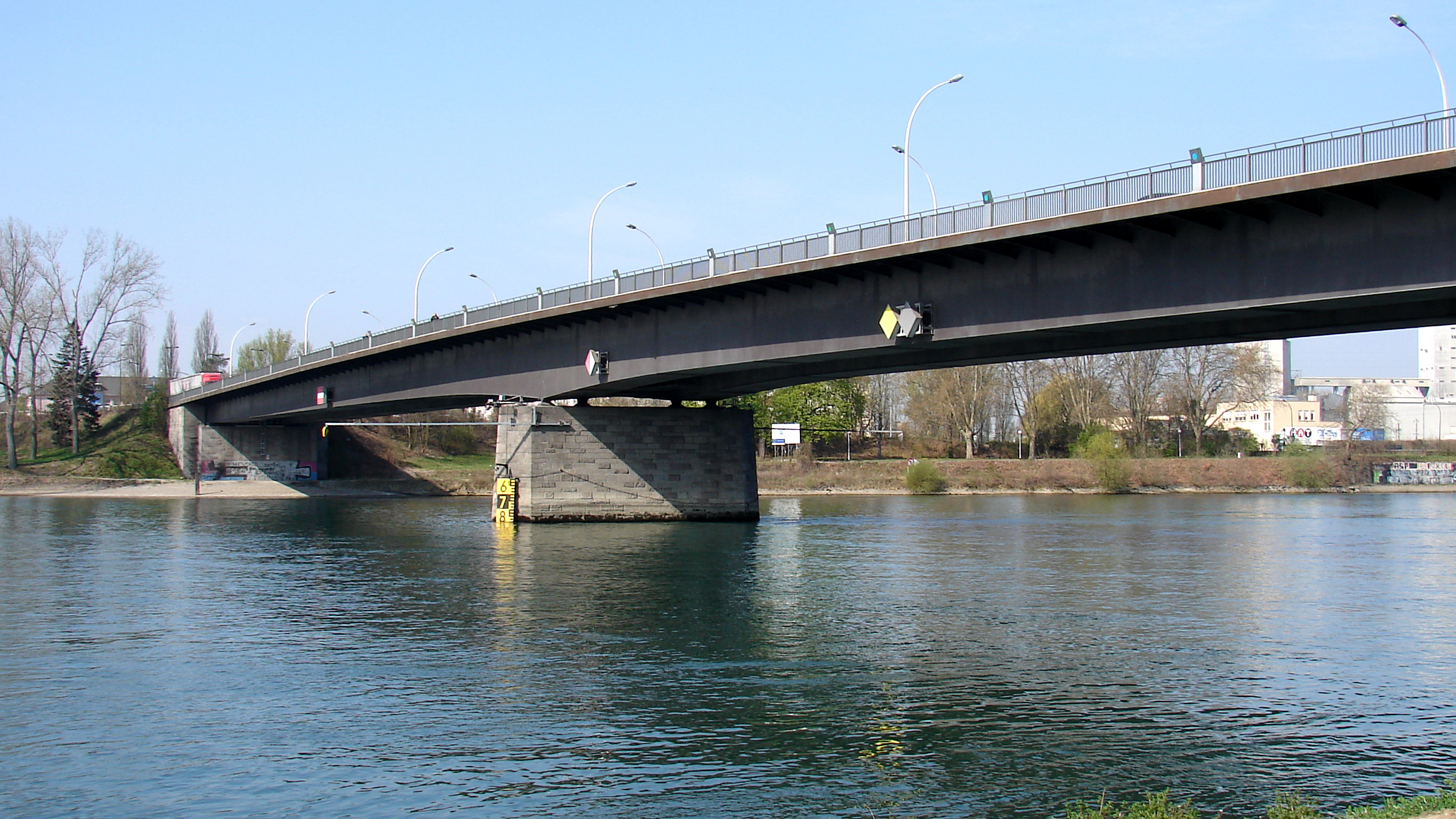
Europabrücke Kehl
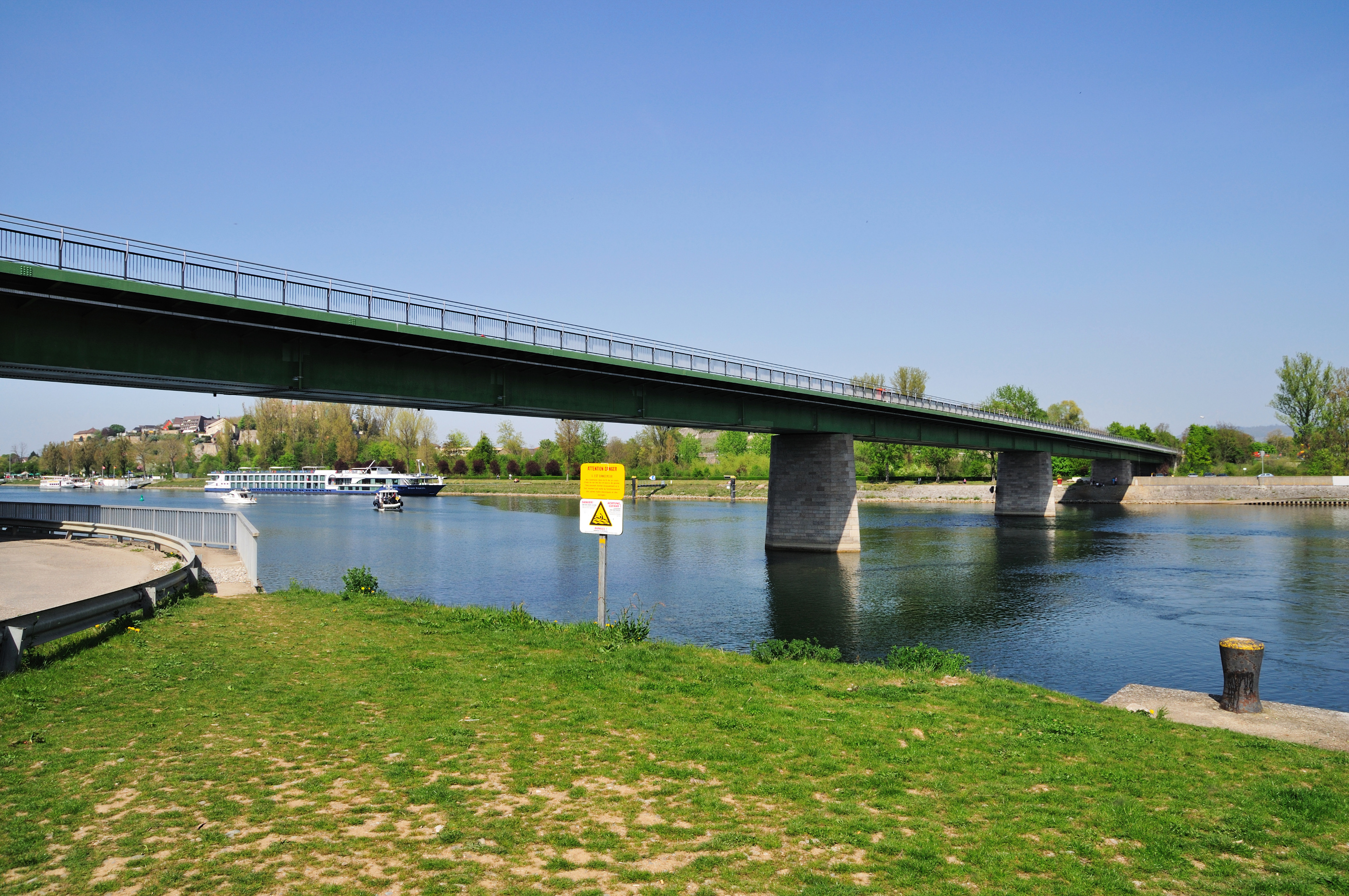
Julius-Leber-Brücke (Breisach–Vogelgrun)
Dreiländerbrücke

#### Rhein-Staustufen und -Kraftwerke
- Rheinkilometer 334: „Staustufe Iffezheim“ zwischen Iffezheim und Roppenheim
- Rheinkilometer 309: „Staustufe Rheinau-Gambsheim“ zwischen Rheinau und Gambsheim
- Rheinkilometer 235: „Kraftwerk Marckolsheim“ zwischen Wyhl am Kaiserstuhl und Sasbach am Kaiserstuhl sowie Marckolsheim
- Rheinkilometer 174: „Stauwehr Märkt“ zwischen Weil am Rhein und Village-Neuf

### Sehenswürdigkeiten
- „Gärten ohne Grenzen“ / Jardins sans limites; historische restaurierte Gartenanlagen unterschiedlicher Epochen im Dreiländereck Saarland, Lothringen und Luxemburg
- „Straße der Menhire“ / Rue des Menhirs bei Launstroff
- „Alter Grenzweg“ / Chemin de la Frontière: ein sieben Kilometer langer Wanderweg, dessen Ziel und Ausgangspunkt das Europadenkmal in Berus ist ()
- Bisttal mit dem Naturschutzgebiet „Bistaue – Landesgrenze“
- „Aussichtsplattform Carrière Freyming“ bei Freyming-Merlebach
- „Druidenpfad“ bei Rehlingen-Siersburg
- Hauptfriedhof Saarbrücken, 1914 als Ehrenfriedhof und 1916 auch als Zivilfriedhof eröffnet
- Pferderennbahn Güdingen
- „Europäischer Kulturpark Bliesbruck-Reinheim“ / Parc Archéologique Européen de Bliesbruck-Reinheim, ein Archäologiepark bei Reinheim und Bliesbruck
- Truppenübungsplatz Bitsch / Camp militaire de Bitche
- Schlossberg (570,9 m) im Pfälzerwald bei Schönau
- Naturschutzgebiet auf der Insel Rohrschollen
- Isteiner Schwellen, Stromschnellen bei der südbadischen Ortschaft Istein (), bei Rheinkilometer 177
- Myriametersteine: historische Kilometersteine, die alle zehntausend Meter rechts und links des Rheins angebracht sind
- „Dreiländereck Deutschland-Frankreich-Schweiz“ () bei Rheinkilometer 170

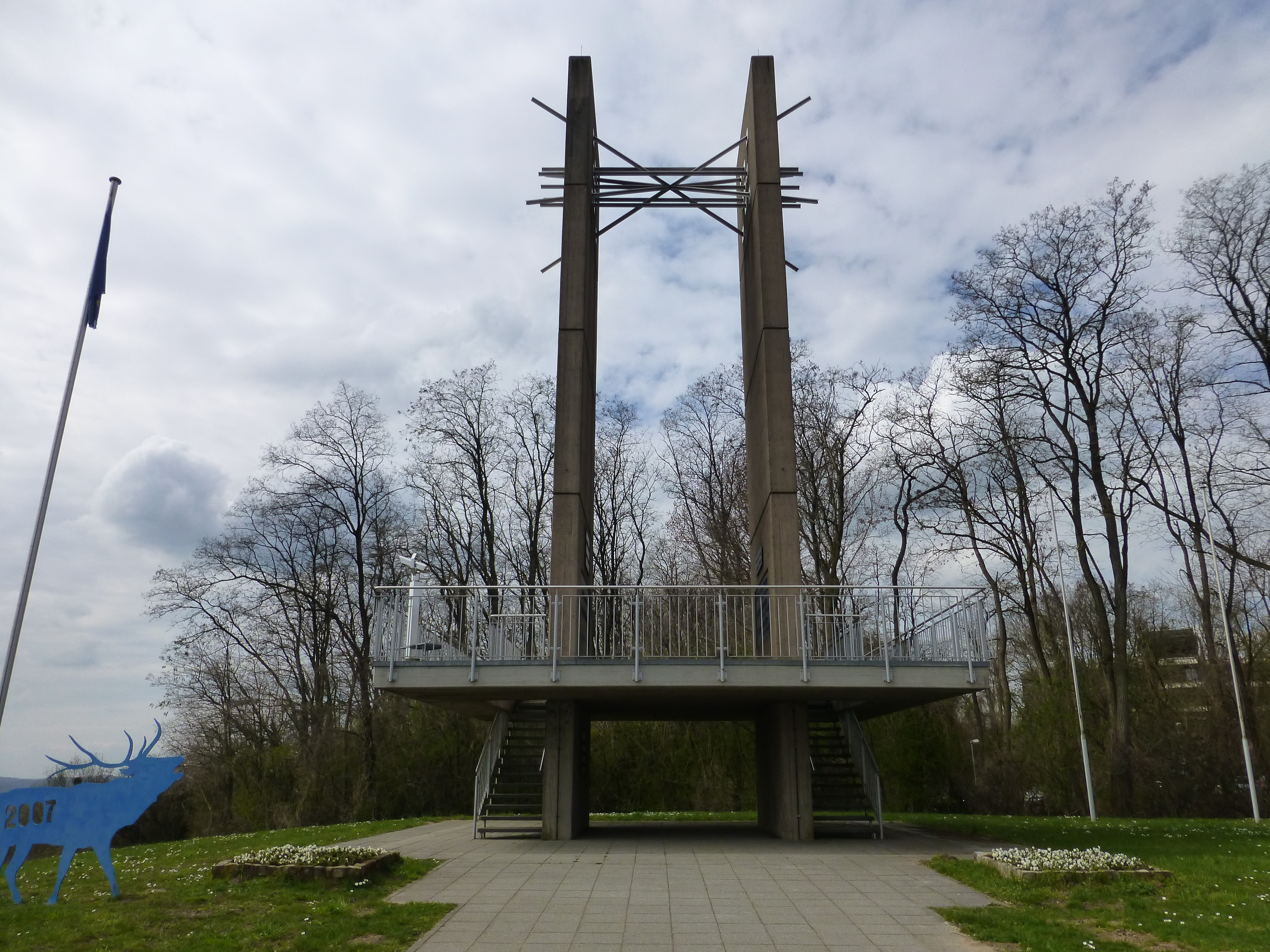
Europadenkmal in Berus
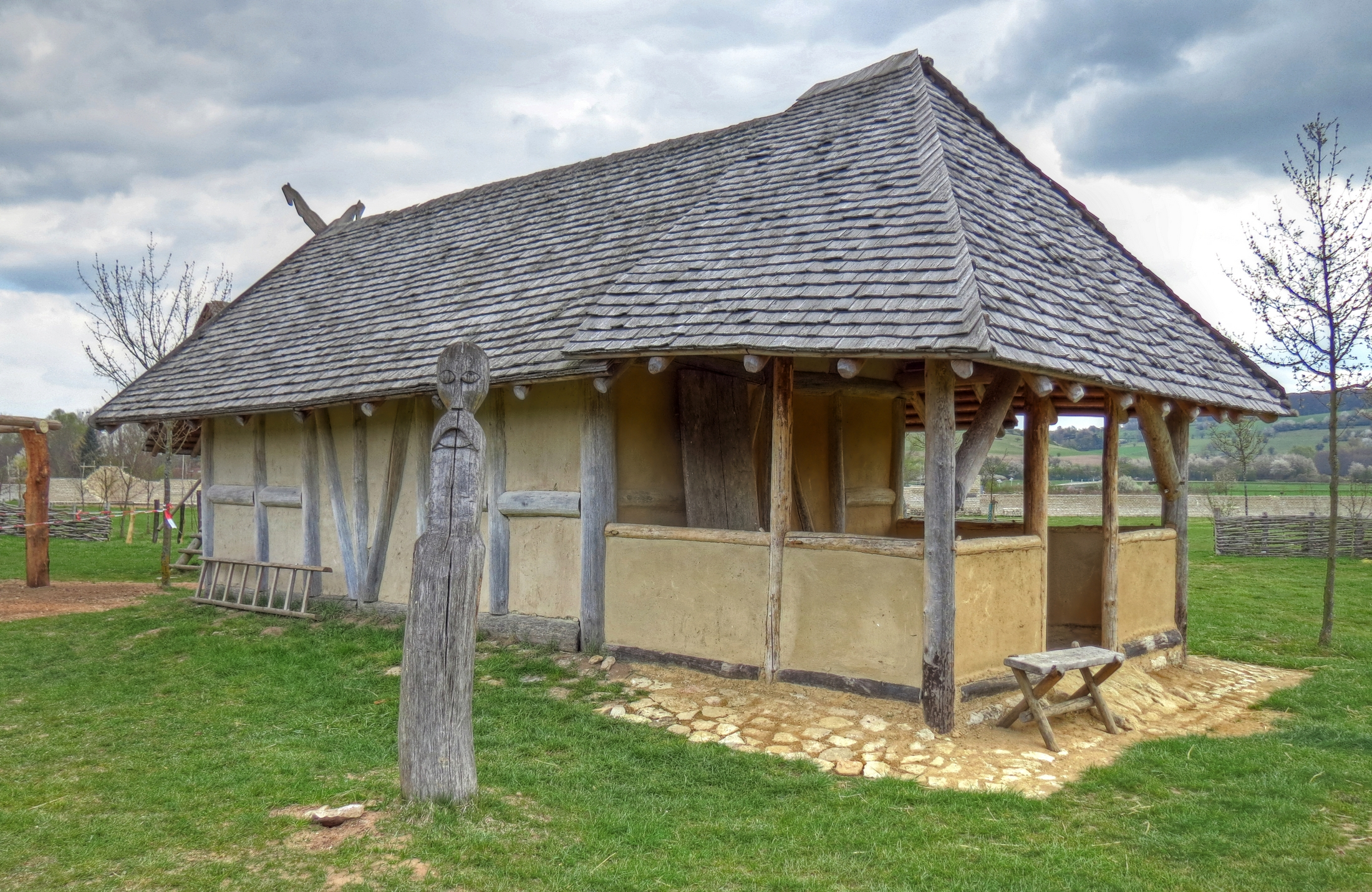
Europäischer Kulturpark Bliesbruck-Reinheim
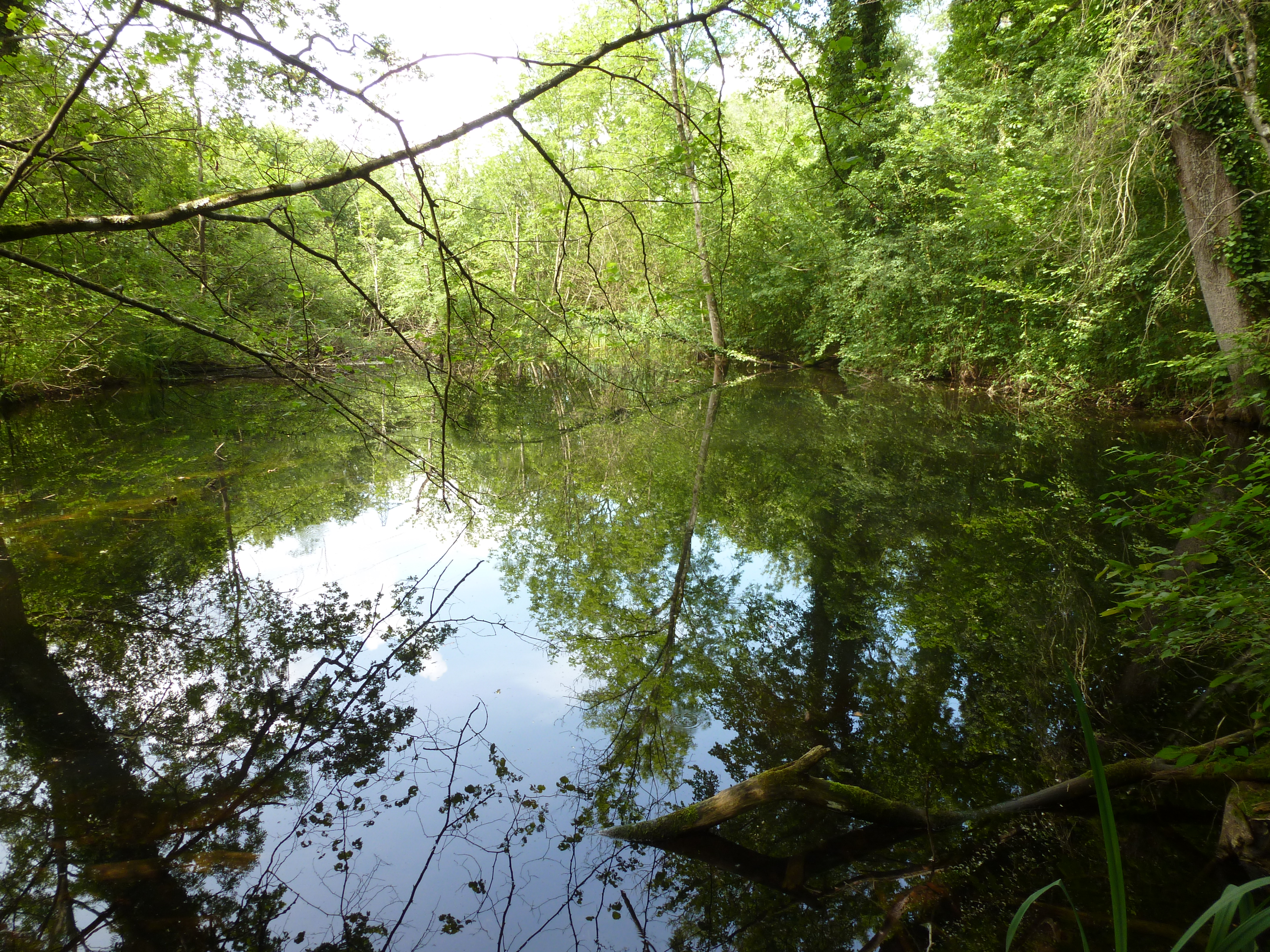
Naturschutzgebiet auf der Insel Rohrschollen
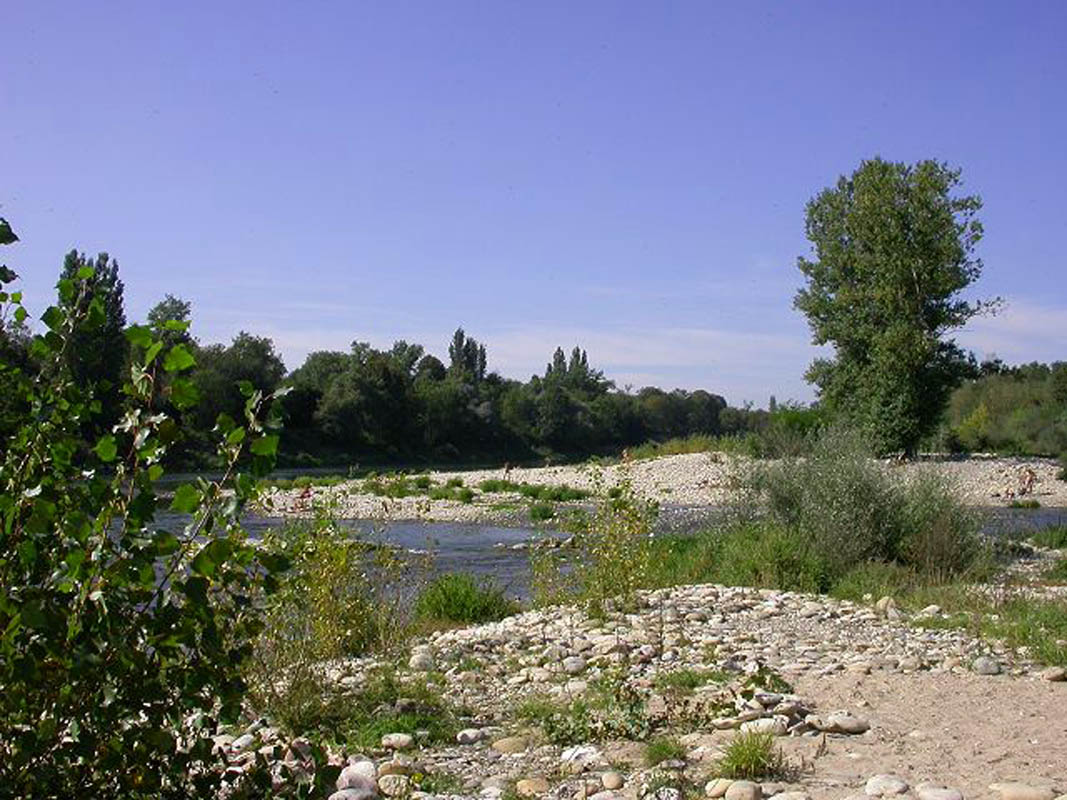
Isteiner Schwellen
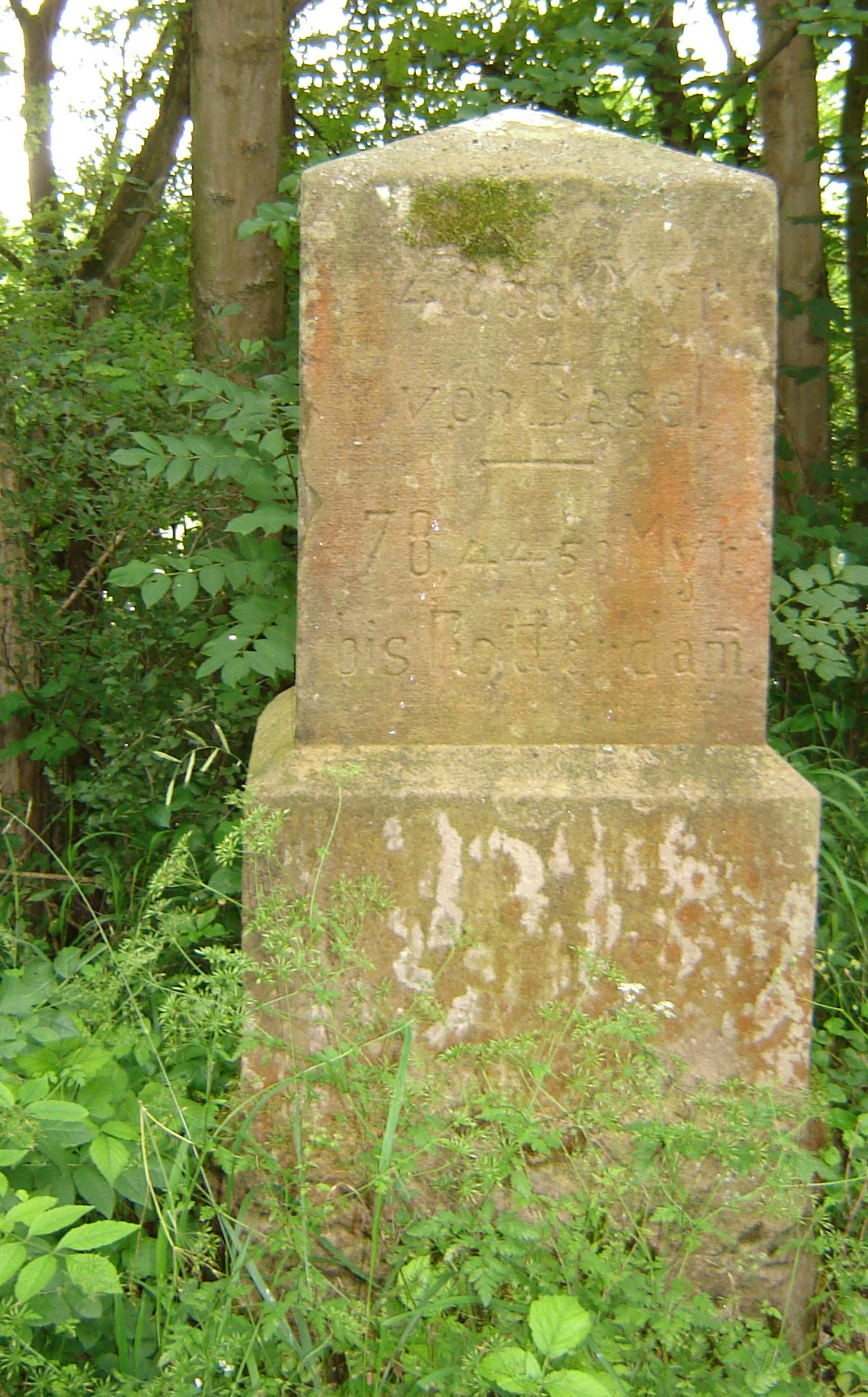
Myriameterstein auf der Rheininsel zwischen Grißheim und Chalampé
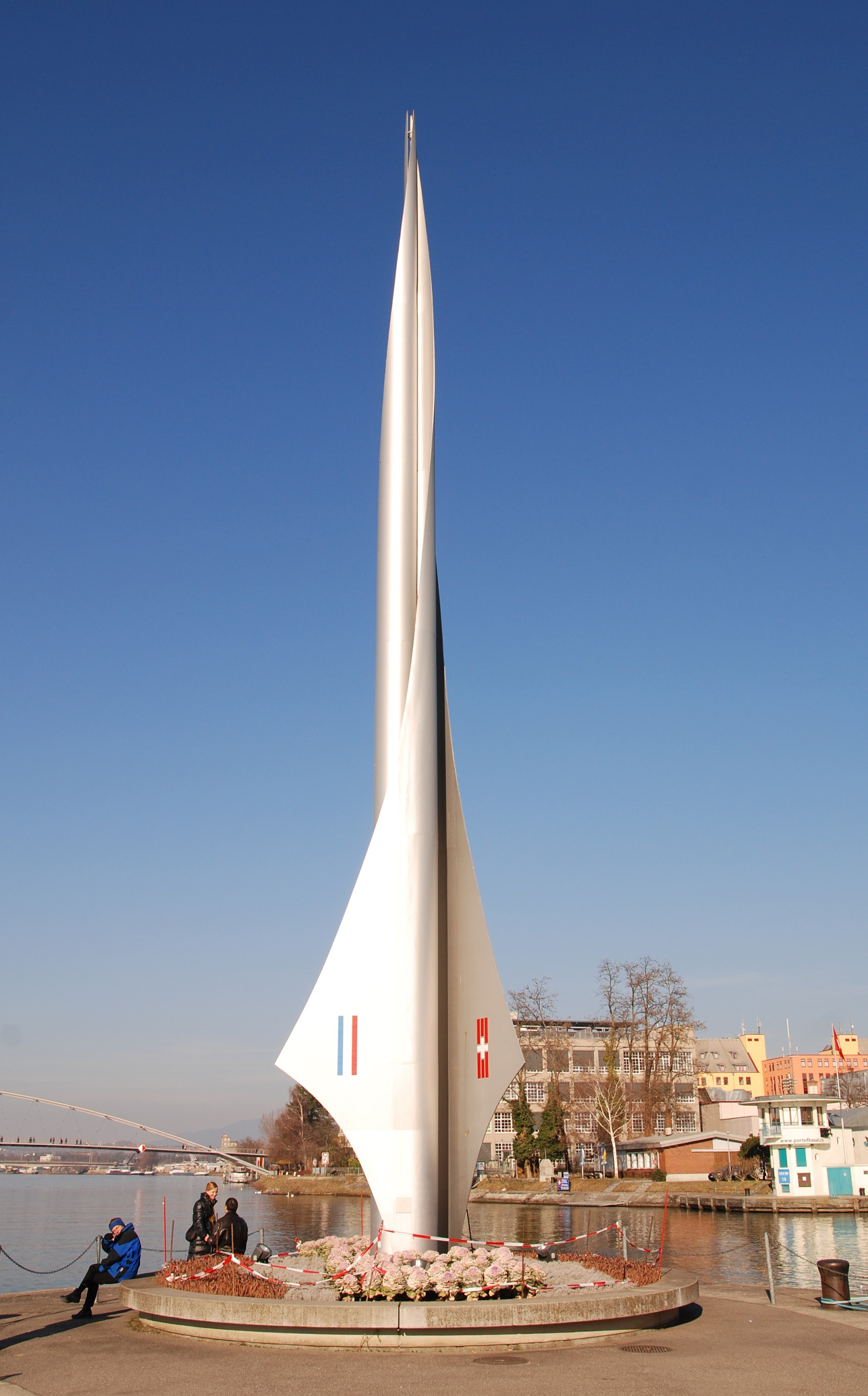
Am „Dreiländereck Deutschland-Frankreich-Schweiz“